# Pay No Mind (Snoozer)
«Pay No Mind (Snoozer)» —en español: No presto atención— es una canción del músico estadounidense Beck, lanzada en 1994 como segundo sencillo del álbum Mellow Gold. 

## Historia

### Concepción y grabación
Se dice que una de las canciones más antiguas de Mellow Gold, Beck ha afirmado que la escribió a la edad de 18 o 19. El músico dijo que la canción tenía originalmente diez versos, que fueron cortados para el lanzamiento comercial. En un número limitado de Mellow Gold en formato de doce pulgadas, se puede escuchar una versión con una estrofa añadida, que se inserta entre el primer y segundo verso de la versión de Mellow Gold estándar. La canción "Got No Mind", un arreglo regrabado, eléctrico de banda completa de "Pay No Mind", cuenta con tres de los siete versos de "Pay No Mind" que fueron cortados en Mellow Gold y está incluida en el sencillo "Beercan".

### Composición y letras
"Pay No Mind (Snoozer)" es una simple canción folk-rock con un solo de armónica minimisada. Según una interpretación de Whiskeyclone.net, el contenido lírico de la canción explora actitudes de Beck hacia la industria de la música. El primer verso describe una ciudad, que, a pesar de ser decrépita y sucia, está llena de centros comerciales. En la segunda estrofa, Beck expresa resentimiento hacia lo que él ve como el comercialismo de importantes sellos discográficos que se centra en las ventas de discos y el dinero, en lugar de la creatividad artística. En la tercera estrofa, concluye que, a pesar de su postura negativa, está buscando un cambio, y que firmó a proporcionaría.
También hay que señalar que las canciones "Special People", "Trouble All My Days", y "Super Golden Black Sunchild" son del primer álbum de estudio de Beck Golden Feelings, lanzado en 1993.  En el lanzamiento, "Special People" aparece como la canción número 2; "Trouble All My Days" aparece como la 5; y "Super Golden Black Sunchild" aparece como la 9.

## Recepción
Principalmente conocida por ser interpretada en directo en 1993, "Pay No Mind (Snoozer)" sigue siendo la favorita de los fanes y un clásico de shows en vivo de Beck. Beck es conocido por la radicalmente relaboración de la letra de la canción en los escenarios para incluir comentarios sobre cosas tan diversas como de Tom Petty y las tiendas de 99 centavos. El video musical incluso apareció en un episodio de Beavis and Butt-Head.

## Lista de canciones
1. «Pay No Mind (Snoozer)» [versión LP] - 3:17
2. «Special People» - 1:43
3. «Trouble All My Days» - 2:24
4. «Super Golden Black Sunchild» - 2:26

## Versión
La banda de rock alternativo Sonic Youth grabó la canción para la versión japonesa y brasileña de su álbum The Eternal, lanzado en 2009.